# Muntoogklepmot
De muntoogklepmot (Pseudopostega crepusculella) is een vlinder uit de familie oogklepmotten (Opostegidae). De wetenschappelijke naam is voor het eerst geldig gepubliceerd in 1839 door Zeller.
De soort komt voor in Europa.